# Husaki
Husaki – wieś w Polsce położona w województwie podlaskim, w powiecie bielskim, w gminie Bielsk Podlaski.
Wieś królewska położona w starostwie bielskim w II połowie XVII wieku, Usaki były położone w ziemi bielskiej województwa podlaskiego w 1795 roku.. W latach 1975–1998 miejscowość administracyjnie należała do województwa białostockiego.

## Historia
Według Pierwszego Powszechnego Spisu Ludności, przeprowadzonego w 1921 roku, wieś Husaki zamieszkiwało 160 osób (86 kobiet i 74 mężczyzn) w 35 domach. Wszyscy mieszkańcy miejscowości zadeklarowali wówczas białoruską przynależność narodową oraz wyznanie prawosławne. W owym czasie miejscowość znajdowała się w gminie Wyszki.
Dnia 29 lipca 2011 w Husakach odbyły się VII Podlasko-Poleskie Spotkania Żniwne „Oleń po boru chodit” z udziałem gości z Białorusi. Wydarzenie zorganizowane zostało przez Muzeum Małej Ojczyzny w Studziwodach.

## Inne
Wieś zamieszkiwana jest przez mniejszość białoruską. Prawosławni mieszkańcy wsi przynależą do parafii pw. Świętych Apostołów Piotra i Pawła w niedalekim Rajsku, a wierni kościoła rzymskokatolickiego należą do parafii Wniebowstąpienia Pańskiego w Strabli.